# La biondina
La biondina è una miniserie televisiva, trasmessa nel 1982 su Rai 2 e tratta dall'omonimo romanzo di Marco Praga.